# Celso Coutinho
 Celso Coutinho  (Guimarães, 8 de dezembro de 1930 — São Luís, 2 de maio de 2020) foi um advogado e político brasileiro. Foi prefeito de Guimarães por dois mandatos consecutivos e deputado estadual por quatro mandatos, pelo estado do Maranhão.

## Biografia
Celso Coutinho nasceu na cidade de Guimarães, no litoral norte do estado do Maranhão, em 8 de dezembro de 1930. Advogado, formado pela extinta Faculdade de Direito do Maranhão, começou sua carreira através de movimentos estudantis, chegando a presidir a União Maranhense de Estudantes (UME).
Foi deputado estadual por quatro mandatos, além de presidente da Assembleia Legislativa, em 1984, quando o Maranhão atravessou grande turbulência política, por ocasião da escolha dos deputados que atuariam como delegados nas eleições indiretas, que elegeu Tancredo Neves para a Presidência da República, no Congresso Nacional.
Em sua atuação parlamentar, Celso Coutinho se notabilizou por ser um deputado extremamente combativo. Era considerado, por aliados e adversários, como um dos maiores tribunos de sua época, por conta de sua loquacidade e raciocínio rápido nos debates e pronunciamentos. Era do grupo de oposição a José Sarney no estado, juntamente com o ex-senador João Castelo.
Coutinho elegeu-se pela primeira vez prefeito de sua cidade em 1969, sendo gestor do município por dois mandatos. Liderou um movimento para a construção do Hospital Municipal que ficou conhecido como "Passeata das Pedras", no qual os moradores doaram as pedras para a edificação de um hospital.

## Morte
Morreu em São Luís, na manhã de 2 de maio de 2020, aos 89 anos. Ele estava internado por uma semana, quando sofreu um enfarte em sua residência, no Renascença II, e foi levado às pressas para a UDI. O quadro piorou com problemas renais, evoluindo para infecção generalizada, e na manhã do dia 3, ele veio a falecer.